# Agía Triáda
Agía Triáda (in greco antico: Αγία Τριάδα?, Hagìa Triàda, "Santa Trinità") è un sito archeologico cretese, distante circa 3 chilometri da Festo, situato su una sporgenza rocciosa sulla pianura di Messara.

## Storia
Agia Triada fu costruita intorno al 1600 a.C. (secondo periodo palaziale) e fu distrutta nel 1450 a.C., come avvenne per gli altri palazzi minoici. Sulle sue rovine fu costruito nel XIV secolo a.C. un grande palazzo postminoico di tipo miceneo e un intero abitato a nord est con un'agorà munita di portici. Nel periodo geometrico (VIII secolo a.C.) divenne luogo di culto e in epoca ellenistica fu costruito un piccolo tempio dedicato a Zeus.
La villa di Agia Triada aveva al centro un cortile destinato a funzioni religiose. Da questo si sviluppavano due ali:
- L'ala sud, destinata agli alloggi della servitù
- L'ala nord, destinata a residenza dei dignitari e a magazzini vari, nella quale vennero rinvenute numerose tavolette con scrittura lineare A.

La peculiarità della villa sta nel ritrovamento a nord est del palazzo nel luogo dove sorse nel periodo postminoico il villaggio, del grande spazio porticato cui davano 8 grandi stanze che ricordava nella pianta l'agorà di epoca ellenistica.
Affreschi molto belli decoravano le pareti. I reperti rinvenuti tra cui il vaso dei mietitori, il rhyton con scene atletiche e la coppa detta del giovane principe sono esposti al Museo archeologico di Iraklio.

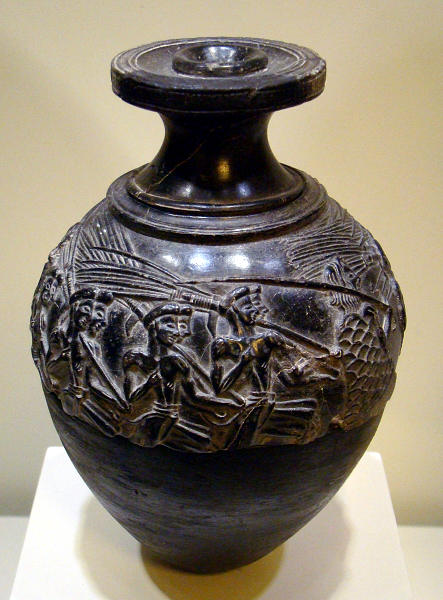
Vaso raffigurante mietitori proveniente da Agìa Triàda

Gli scavi furono intrapresi una prima volta dal 1902 al 1914 dalla Scuola Archeologica Italiana di Atene, sotto la guida di Federico Halbherr e Luigi Pernier, i quali rinvennero fra l'altro il famoso sarcofago, e vennero ripresi intorno al 1970 dalla Scuola Archeologica Italiana di Atene.

### Il sarcofago
Il sarcofago rappresenta scene cultuali. Da un lato, una processione sacrificale: le donne, seguite da una suonatrice di cetra, portano dei recipienti il cui contenuto è versato nel bacile posto tra due colonne sormontate da bipenni, su cui sono posati degli uccelli. Gli uccelli sono una ierofania delle divinità. Dall'altro, la scena rappresenta il sacrificio di un toro da parte di una sacerdotessa vestita di una gonna di pelle. Dietro il corteo, un suonatore di flauto accompagna il rito. Secondo Nanno Marinatos, il santuario posto di fronte alla sacerdotessa è un edificio con un cancello sormontato da corna. Sopra la porta sporge un albero sacro che, evidentemente, era al centro della funzione religiosa prendendo il posto di una statua. Sul lato più corto dello stesso, si nota che gli dèi sono rappresentati da due donne che giungono al santuario per mezzo di un carro trainato da un grifone. Il santuario rappresentato dall'albero ha funzione equivalente a un tempio, ovvero abitazione del dio.

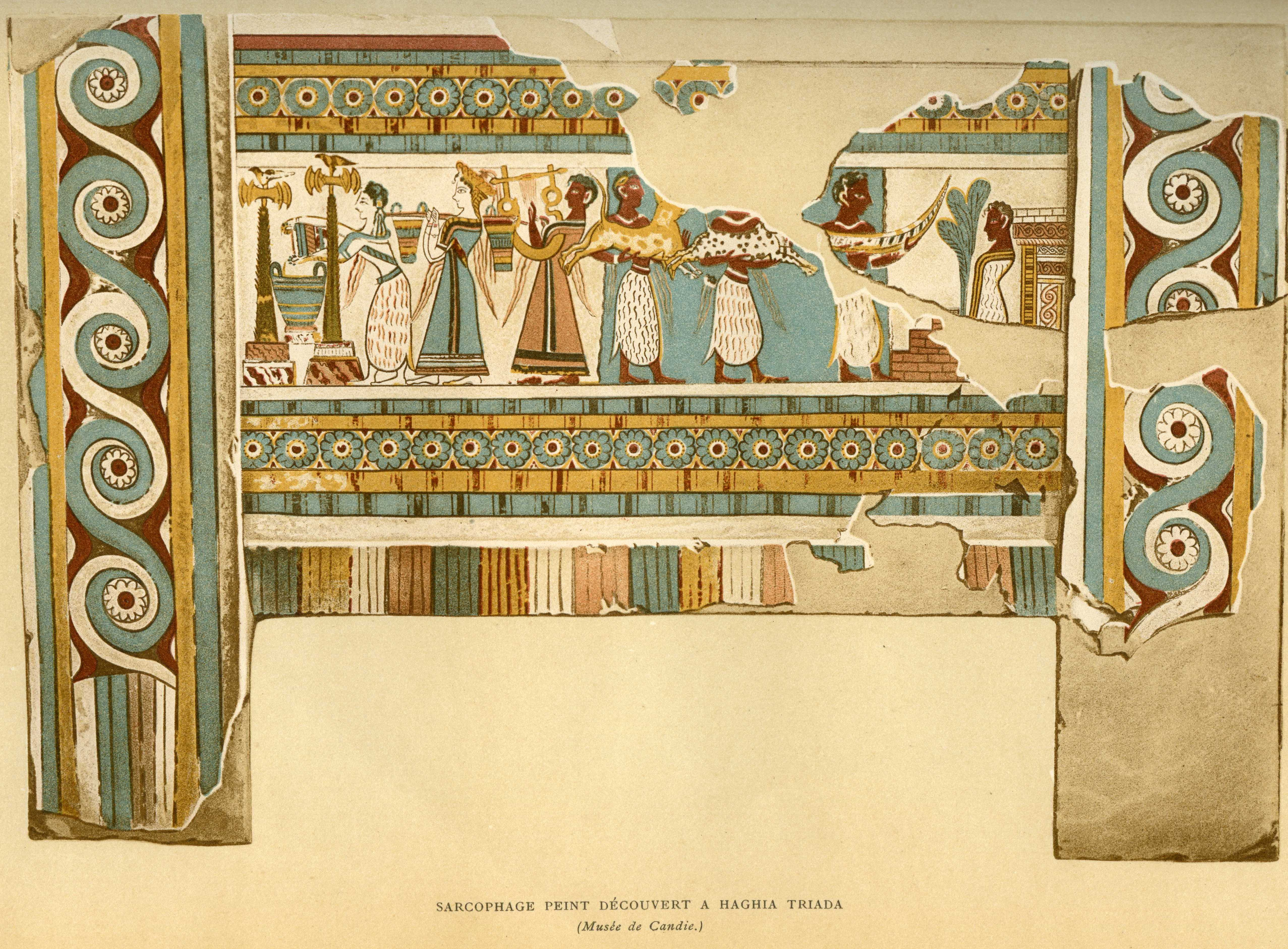
Particolare del sarcofago : scena della processione.
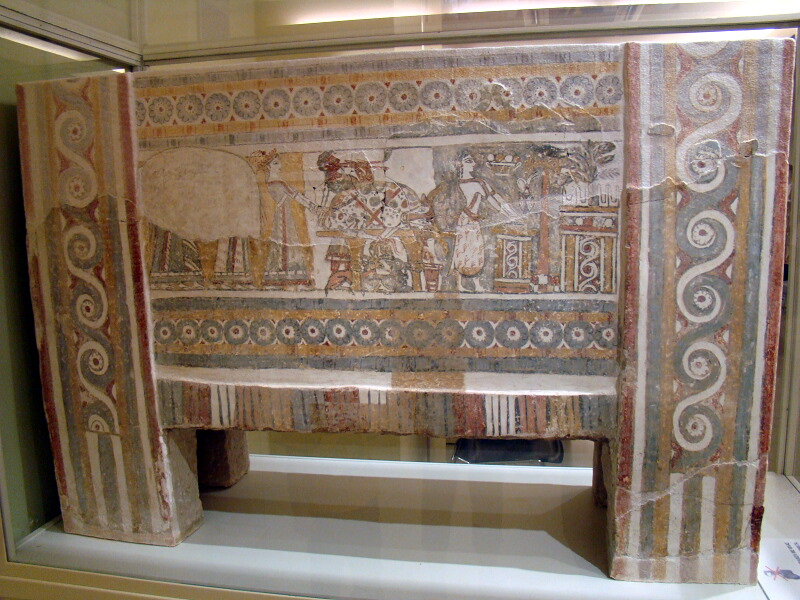
Particolare del sarcofago: scena del sacrificio di un toro.